# الحوت (مسلسل 1983)
الحوت هو مسلسل تلفزيوني مصري عُرض أول مرة في سنة 1983، بطولة فريد شوقي وشويكار وصفية العمري، ومن تأليف شريف المنباوي إخراج إبراهيم الشقنقيري.

## طاقم التمثيل

### بطولة
- فريد شوقي
- شويكار
- صفية العمري
- أحمد بدير
- خالد زكي
- فؤاد أحمد
- أحمد دياب
- أحمد الجزيري
- إبراهيم الشرقاوي
- عزيزة حلمي
- محمود العراقي
- سعيد بكر
- إيليا خلوصي

### ضيف الشرف
- صلاح ذو الفقار